# أمهات سيئات (فلم)
أمهات سيئات (بالإنجليزية: Bad Moms) فيلم سينمائي كوميدي أمريكي. صدر عام 2016. من إخراج وكتابة جون لوكاس وكوت مور. بطولة ميلا كونيس، كريستين بيل، كاثرين هان، جاي هيرنانديز، جادا بينكيت سميث وكريستينا أبليغيت.
بدأ تصوري الفيلم في 11 يناير، 2016 في نيو أورلينز. عُرض الفيلم لأول مرة في 19 يوليو، 2016، في مدينة نيويورك. وعرض في صالات السينما العامة في 29 يوليو، 2016. حصل الفيلم على آراء مختلطة، وحصد 179 مليون دولار في شباك التذاكر.

## الممثلين والشخصيات
- ميلا كونيس بدور أيمي ميتشيل
- كريستين بيل بدور كيكي
- كاثرين هان بدور كارلا دانكلر
- كريستينا أبليغيت بدور غويندولن جيمس
- جادا بينكيت سميث بدور ستيسي
- آني مامولو بدور، فيكي
- جاي هيرنانديز بدور جيسي هاركنيس
- ليلي سينغ بدور كاثي
- أونا لورنس بدور، جاين ميتشيل
- إيمجاي أنثوني بدور ديلان ميتشيل
- بيلي سلاتر بدور الطبيب البيطري
- ويندل بيرس بدور المدير ديرل بور
- ديفيد والتون بدور مايك ميتشيل
- ميغان فيرغسون بدور تيسا
- واندا سايكس بدور الدكتورة إيليزابيث كارل
- جاي. جاي. واتس بدور المدرب كريغ
- كلارك دوك بدور ديل كيبلر
- مارثا ستيوارت بدور نفسها

## الإنتاج

### التصوير
بدأ تصوري الفيلم في 11 يناير، 2016 في نيو أورلينز. وأكتمل التصوير في 1 مارس، 2016.

## الإصدار المنزلي
صدر الفيلم على قرص مدمج بنوعي (DVD، Blu-ray) في 1 نوفمبر، 2016.

## أعمال أخرى
في أكتوبر، 2016 أعلنت شركة أس. تي. أكس الترفيهية بانهم يعملون على إنتاج فيلم آخر مشتق من قصة الفيلم بعنوان آباء سيئون سيعرض في 14 يوليو، 2017.

## وصلات خارجية
- الموقع الرسمي
- مقالات تستعمل روابط فنية بلا صلة مع ويكي بيانات